# Villa Aiola
Villa Aiola, o semplicemente Aiola, (Aiōla in dialetto reggiano) è l'unica frazione del comune di Montecchio Emilia, in provincia di Reggio Emilia. Conta 600 abitanti.

## Storia
La località di Villa Aiola è l'unica frazione presente nel territorio montecchiese.

Le origini del nome Aiola sono tuttora sconosciute a causa della scarsa documentazione storica del luogo.

Le prime testimonianze storiche della località risalgono al 1028 d.C., quando il vescovo di Reggio Emilia Tenzone cede in enfiteusi dei terreni agricoli di Montiglio (oggigiorno noto come Montecchio) a un certo Giovanni Diacono. In tale documento compaiono, per la prima volta, dei luoghi nominati "Aiola" e "Pecorile".

Nei secoli seguenti la frazione aiolese manterrà un'identità del tutto rurale.

In epoca medievale Villa Aiola vide la nascita di almeno 3 monasteri i quali sono tuttora presenti sotto forma di abitazioni agricole. Tali insediamenti possono essere considerati essenziali nella crescita della cultura agricola e casearia del luogo che, proprio in queste zone, vede la nascita del Parmigiano-Reggiano.

## Geografia fisica

### Territorio
La geologia del territorio è caratterizzata da depositi Rissiani formati da paleosuoli argillosi gialli con un'alternanza di strati che ne testimoniano l'origine alluvionale. Tali strati sono una successione di argille, ciottoli, ghiaie e sabbie che, combinati con un'abbondanza di sorgenti idriche, rendono il territorio particolarmente fertile e adatto alla coltivazione di uve, cereali ed erbe dedicate al nutrimento delle vacche per la produzione casearia.

La produzione del Parmigiano-Reggiano è alla base dell'economia del posto che fa di questa attività motivo di vanto, orgoglio ed identità culturale.

Nonostante la modestissima estensione del paese, Villa Aiola viene comunque suddivisa in quartieri o "contrade": Cina, Paverazzi, Case Pozzi, il Mulino e i quartieri nuovi.

## Monumenti e luoghi d'interesse

### Casello del XVIII secolo

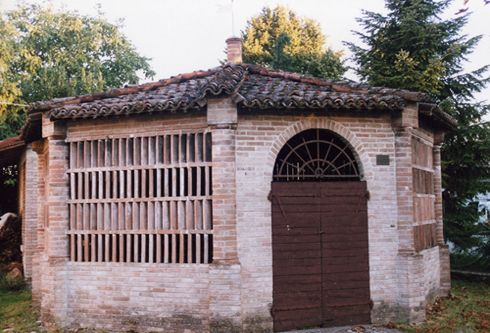
Casello settecentesco

Tale costruzione si può considerare il cuore del paese, non solamente per la sua posizione centrale ma anche per ciò che rappresenta.

La sua costruzione risale al XVIII secolo, ma la sua reale ubicazione non era così centrale. Infatti tra il 1977 e il 1978 tale costruzione venne spostata al centro del paese da parte dell'associazione culturale La Barchessa.

Ancora oggi durante eventi particolari, come la sagra del paese, viene prodotto al suo interno il Parmigiano-Reggiano con fuoco a legna secondo le più antiche tradizioni.

La sua pianta ottagonale e le sue rifiniture in mattone (tradizionalmente progettate per una ventilazione ottimale dello spazio interno) lo rendono uno dei più bei caselli antichi della provincia e particolarmente adatto ad un pubblico turistico.

### Museo etnografico della cultura contadina
Nel 1983 venne inaugurato ufficialmente il museo della cultura contadina e artigiana da parte dell'associazione culturale La Barchessa nella zona Cina.

Tale museo raccoglie testimonianze, ricostruzioni e attrezzi (circa 3000) della vita rurale e patriarcale della Val d'Enza.

Il museo raccoglie inoltre una collezione di circa 40 pezzi tra calessi, carrozze e carri agricoli finemente intarsiati della fine del '800 e dell'inizio del '900.

Dal 2004 il museo ha iniziato un percorso di de-privatizzazione in collaborazione con il comune di Montecchio Emilia e con la Provincia di Reggio Emilia.

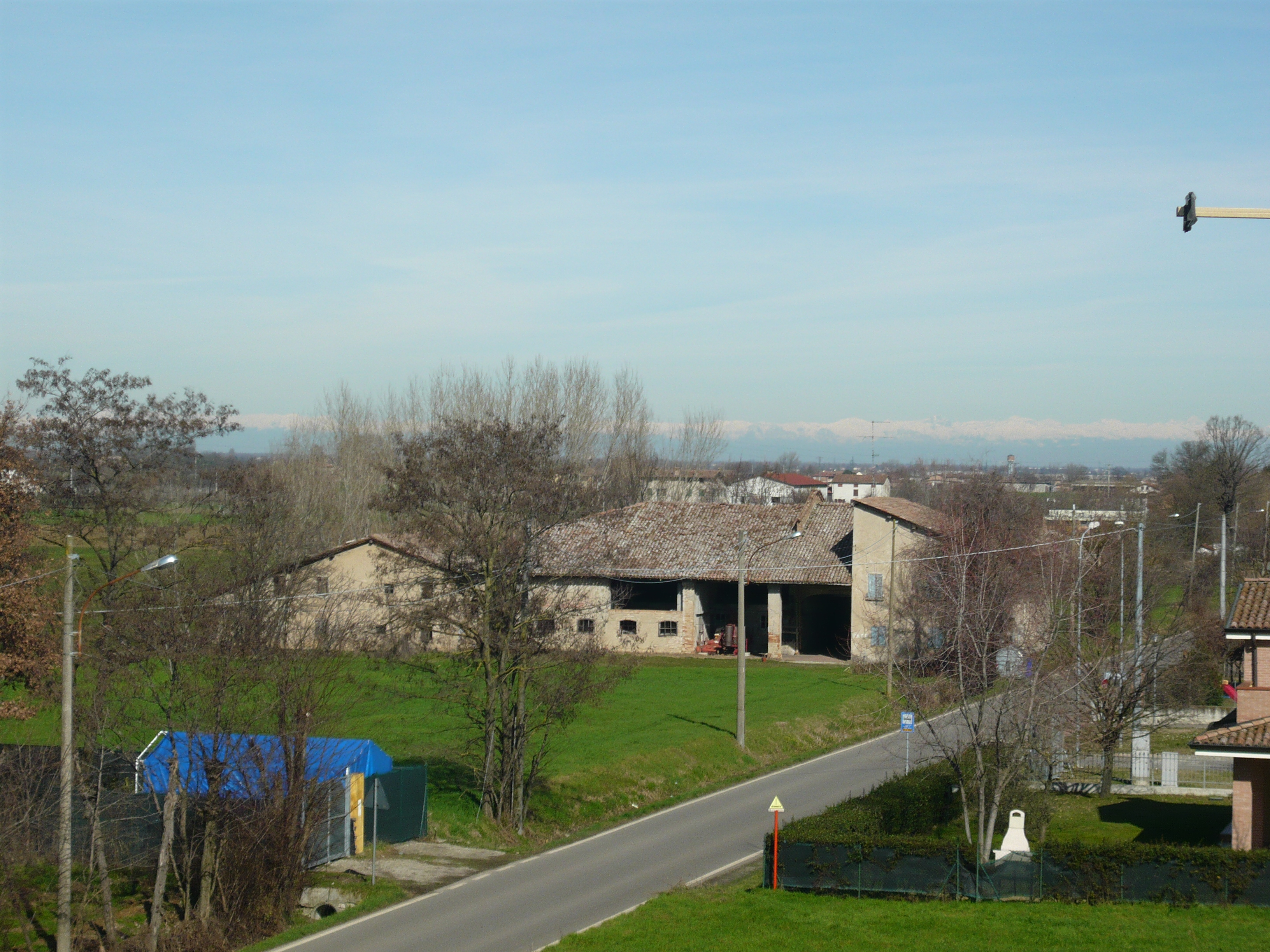
Veduta delle Alpi da Villa Aiola

### Oratorio della Beata Vergine di Caravaggio
Eretto probabilmente nel XVIII secolo, tale oratorio andò ad inglobare una maestà già presente ed eretta a ricordo di un fatto miracoloso.

La facciata, con porta centrale e lunetta semicircolare in vetro policromo, è orientata a sud. All'interno è presente una raffigurazione della B.V. di Caravaggio.

Dopo svariati passaggi di proprietà, oggi è ancora in mano a una famiglia del luogo, la quale ne ha permesso la ristrutturazione da parte degli Alpini nel 2011.

### Oratorio di San Geminiano
Venne eretto a metà del XVIII secolo su proprietà dei conti Vallisneri, Vicedomini di Reggio Emilia e restaurato nel 1984 dagli abitanti del paese.

La facciata è orientata a sud, con il portale al centro ed oculo trapezoidale superiore. L'interno è ad aula, con volta a botte. A lato si trova la sagrestia e di fronte all'oratorio vi è un antichissimo mulino.

Ancora oggi, il 31 gennaio, si festeggia la sagra di San Geminiano con una processione di ragazzi fino alla maestà.

Dal 1796 tale luogo di culto è di proprietà di una famiglia locale.

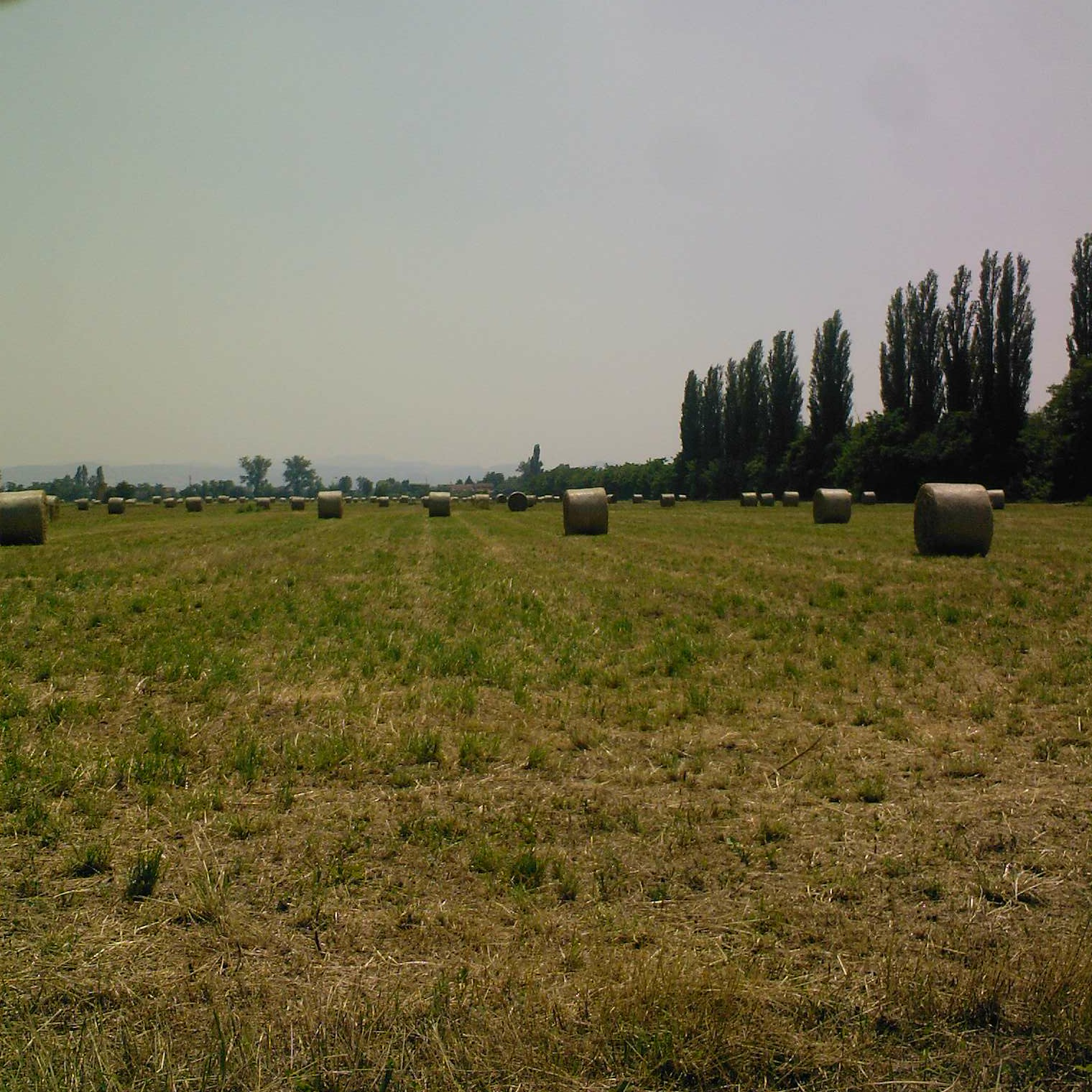
Coltivazioni a Villa Aiola

## Cultura

### Eventi
La prima edizione del Primo di maggio aiolese (prim éd Maj aiōleis in dialetto) è datata 1º maggio 1978.

Durante questa ricorrenza si festeggia il patrono del paese (san Giuseppe artigiano) rievocando le antiche usanze e gli antichi mestieri della vita rurale della zona.

Negli ultimi anni si è assistito ad un incremento dell'affluenza di pubblico, che ha raggiunto picchi oltre le 5000 persone (circa il 1000% della popolazione). Tale dato può essere letto come un maggiore interessamento della popolazione alle tradizioni e agli usi ormai scomparsi.

Durante il primo maggio aiolese è possibile mangiare alcuni piatti tipici reggiani, all'interno dell'ex bocciodromo, preparati a mano dalle massaie del paese. Inoltre ci sono stand dedicati alle produzioni locali, manifestazioni folkloristiche, mostre riguardanti la cultura contadina e i mestieri antichi ormai in via d'estinzione.